# 타이베이 영화제

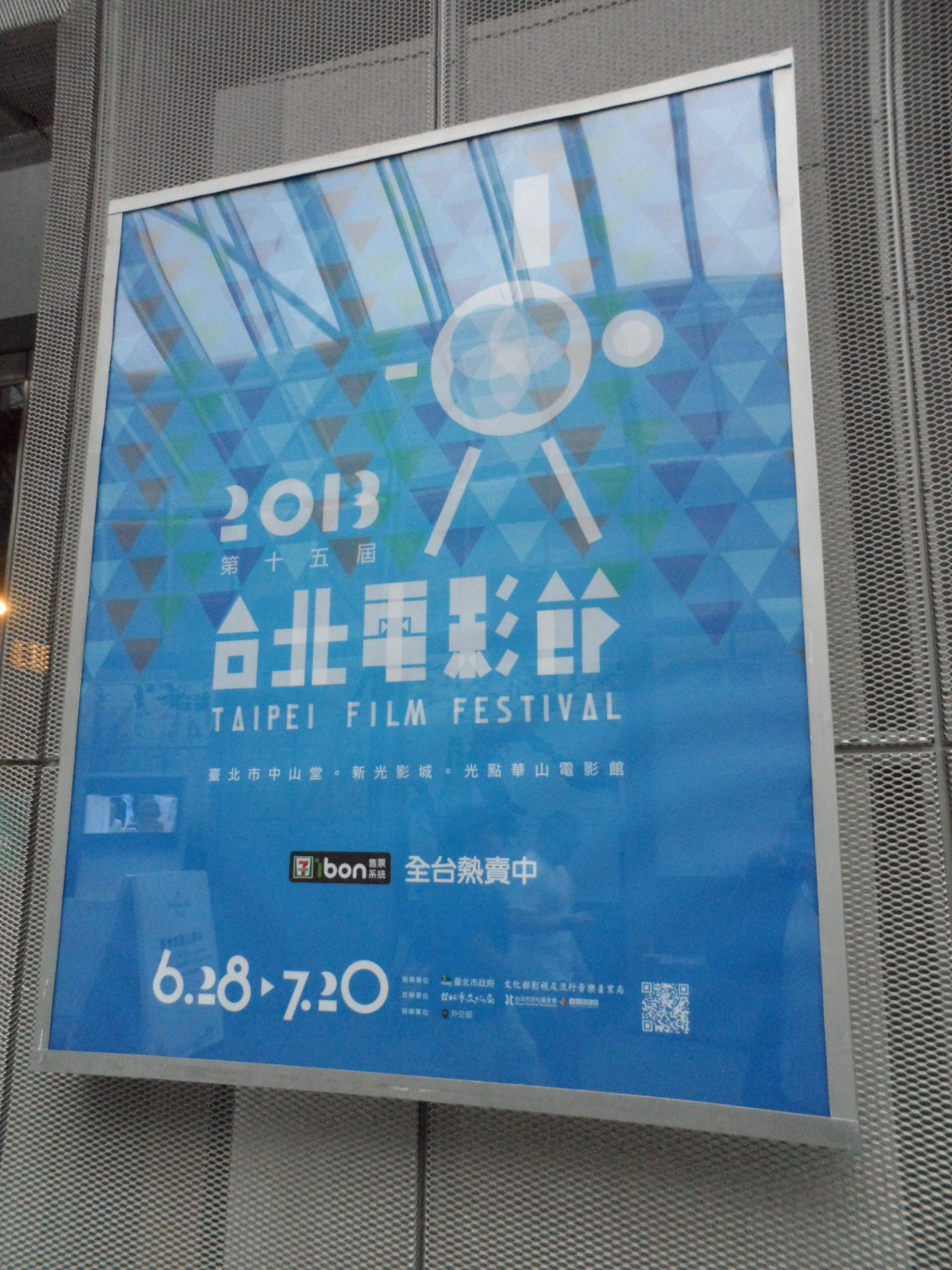

타이베이 영화제(台北電影節)는 1998년부터 매년 여름에 중화민국 타이베이시에서 개최되는 영화제이다. 1998년에 제 1회가 열렸다. 2001년에만 개최되지 않았다. 2002년부터 2004년까지 매년 봄 개최였지만, 2005년 6월 제7회부터 매년 여름에 개최되고 있다.

## 같이 보기
- 대만의 문화
- 금마장